# John Breathitt

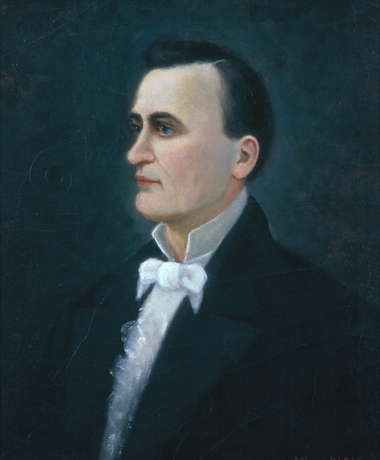
John Breathitt, Gemälde aus dem Jahr 1911

John Breathitt (* 9. September 1786 im Henry County, Virginia; † 21. Februar 1834 in Frankfort, Kentucky) war ein US-amerikanischer Politiker und Gouverneur des Bundesstaates Kentucky.

## Frühe Jahre und politischer Aufstieg
Der junge John Breathitt wurde in den Schulen seiner ländlichen Heimat unterrichtet, anschließend studierte er Jura. Das Geld dafür verdiente er sich unter anderem als Lehrer. Im Jahr 1810 wurde er als Rechtsanwalt zugelassen, worauf er eine juristische Laufbahn in Russellville einschlug.
Breathitt begann seine politische Karriere 1811, als er für vier Jahre in das Repräsentantenhaus von Kentucky gewählt wurde. Zu dieser Zeit war er Mitglied der Democratic-Republican Party. Bis 1824 gab es keine nennenswerte Opposition. Nach der Neugliederung der Parteienlandschaft in den 1820er Jahren schloss sich Breathitt der neu gegründeten Demokratischen Partei unter Andrew Jackson an. 1828 wurde er gegen Joseph R. Underwood zum Vizegouverneur von Kentucky gewählt; er war damit der Stellvertreter von Gouverneur Thomas Metcalfe.

## Gouverneur von Kentucky
Im Jahr 1832 bewarb sich Breathitt selbst um das Amt des Gouverneurs. Er gewann die Wahl mit 50,9 % der Stimmen gegen den Whig-Kandidaten Richard Aylett Buckner (49,1 %). Damit wurde er der erste demokratische Gouverneur von Kentucky. Seine Amtszeit begann am 4. September 1832. Als Gouverneur orientierte er sich an seinem Vorbild Andrew Jackson und wollte dessen Verwaltungsorganisation aus Tennessee auf Kentucky übertragen, was aber nicht einfach war. Hier hatte Jacksons Gegner Henry Clay einen größeren Rückhalt. Das Repräsentantenhaus brachte einige Gesetze ein, die im Widerspruch zu Jacksons Bundespolitik standen. Aus diesem Grund legte der Gouverneur sein Veto ein und blockierte damit alle Initiativen in diese Richtung. Während seiner Amtszeit wurde die Louisville Bank of Kentucky gegründet.
John Breathitt erlebte das Ende seiner Amtszeit nicht mehr, er starb am 21. Februar 1834 an Tuberkulose. Er war zweimal verheiratet und hatte insgesamt drei Kinder. Das Breathitt County wurde nach ihm benannt.